# 武楽
武楽（ぶがく）は、「武の美」を主題に、武士が研鑽した武芸や、武士のたしなみであった能や茶の湯などの武士文化を融合した総合芸術である。2005年に源光士郎（みなもと こうしろう）が創案した。

## 概要
武楽は、「武の美」を主題に、当時の武士が実際に稽古した古武術や、武士のたしなみであった能や茶の湯などの武士文化を融合させ再構成し、琵琶や箏・鼓・笛・和太鼓といった和楽器の演奏を組み合わせた文化芸術。
演武の形は、能装束を着用し、居合刀や薙刀、木剣、舞扇を使って、武道の技と技の間を能の舞の所作で連環している。
雅楽は公家、歌舞伎は民衆を中心に愛されたが、室町時代に足利将軍家に庇護され大成した能は、武士の美意識を強く反映しており、武術にその能の要素を融合して美しさという観点から武士文化の芸術性を再構築したものである。

## 主題「武の美」
武楽が主題とする「武の美」の要素
1. 術理の美：技や型、磨き上げられた身体操法に現れる機能美
2. 間の美：時間・空間・音の余白、間と均衡(きんこう)の美、静謐(せいひつ)と閃耀(せんよう)の美
3. たしなみの美：武士が文武両道の教養人として身に着けていた能や茶の湯、香道や詩歌などのたしなみの美
4. 刀剣武具・装束の美：武士の祈りや思想哲学、美意識が込められた意匠
5. 生き様の美：己を磨き他者を敬愛し、勇気と覚悟、正義感と自制心を持って信念を貫く求道の美
6. 平和思想：「戈(ほこ)を止むるを武となす」に現れる平和を求める心

など。
武楽は、形の美だけでなく、こうした「武」の機能美や武士のたしなみ、死生観、生き様や精神性、思想哲学までをも含む武士美学の要素を「武の美」としてまとめ、それぞれを個々にではなく、パブロ・ピカソの絵のように多面的に和(あ)えて一つの作品上に構成し、芸術文化として再構築した表現体系である。

## 主な演目
- 『邪気祓い』
- 『鬼切』
- 『日蝕』
- 『屋島（四方斬）』
- 『鬼神』
- 『高砂 祝舞』
- 『敦盛』
- 『羽衣』
- 『叢雲』
- 『田村 鬼体』
- 『献武式』
- 『鬼蜘蛛』
- 『紅葉狩』
- 『櫻花』
- 『龍宮』
- 『神曲 修羅六道』

など